# John Woolf Jordan
John Woolf Jordan  (1840 – 1921) fue un escritor, investigador, historiador, anticuario, bibliotecario y militar estadounidense.

## Biografía
John Woolf Jordan fue el hijo mayor del matrimonio de Francis Jordan y Elizabeth Woolf. Nació en Filadelfia, Pensilvania el 14 de septiembre de 1840 y falleció a los 80 años en Wilmington, Condado de New Castle, Delaware, el 11 de junio de 1921.

### Primeros años
Su educación temprana la recibió en su casa a manos de tutores privados. Ingresó a la School for Young Men at Nazareth a los 12 años de edad en el Condado de Northhampton, Pensilvania, ahora llamado "Nazaret Hall Academia militar", donde se graduó en 1856. En 1902 se le otorga el título  de Doctor en Derecho en el Lafayette College.

### Iglesia Morava
Fue miembro de la primera Iglesia morava de Filadelfia a la que le dedicó gran parte de su vida y sus estudios. Desde joven trabajó y publicó varios documentos y artículos sobre temas históricos de dicha Iglesia, principalmente de la vida de los moravianos en Pensilvania. 
A lo largo de su vida, fue colaborador de "The Moravian" el órgano oficial de la Iglesia morava.

### Sus primeros trabajos
En 1858 a la edad de 18 años, ingresó en la empresa de negocios de su padre, Francis Jordan, quien tenía un comercio mayorista de negocios químicos en Third and Race Streets, Philadelphia. La familia había fundado el negocio en 1776 y, en 1860, John Woolf fue admitido en la empresa como socio. Su vida laboral lo llevó a viajar mucho por toda Pensilvania, y especialmente, en las regiones mineras del Estado. Fue en esos viajes que desarrolló un profundo amor por la historia. A través de su contacto con los antiguos pobladores y comerciantes en diversas partes del Estado se fue adentrando en su historia. Tras la muerte de su padre el 13 de agosto de 1886, John Woolf se retira como un miembro de la firma y entrando a trabajar por poco tiempo en otra compañía química llamada North Front Street.

### Matrimonios
A los 26 años, en 1866, contrae enlace con Lillie Moore, con la cual tiene 2 hijos: Edgar Francis, nacido el 4 de noviembre de 1867 (quien luego se casaría con la célebre escritora y traductora Charlotte Brewster Jordan) y Wilfred, nacido el 19 de abril de 1872, que murió a poco de cumplir el año de vida.
El 19 de mayo de 1883, con 42 años, vuelve a casarse, esta vez con Anne Page, con la cual tiene 3 hijos: Wilfred (1884), Helen (1887) y Bevan Page Yeates (1893).

### La Guerra Civil
Poco después del estallido de la Guerra Civil, participa en la organización del Philadelphians, McClellan’s Squadron of Light Calvery, siendo designado Teniente, participando en la célebre batalla de Gettysburg.

## Obras
Las obras de Jordan contribuyendo a la historia de Pensilvania fueron muy numerosas:
- Proposition to Make Bethlehem, Pennsylvania the Seat of Government in 1780, (1878);
- Memoir of Bishop A.G. Spangenberg (1884);
- Notes of Trael of John Heckenwelder and William Henry,Jr. to the Muskingum, Ohio in 1797 (1886);
- Bishop Spangenbergs Notes of Travel to Onondaga in 1745 ( 1878);
- Essay on Onondaga Grammar, or a Short Introduction to Learn the Maqua Tougue by Rev. David Ziesburger, edited by John W. Jordan (1888);
- Occupation of New York City by the British, Extracted from the Diaries of the Moravian Church for the Years 1775, 1777,1779,1781,1782 and 1783 (1889);
- Bethlehem During the Revolution, 1775-1783 (1855);
- John Heckewelder’s Journey to the Wabash 1792 (1857);
- The Military Hospital at Bethlehem and Lititz During the Revolution (1896);
- Orderly Book of the Pennsylvania State Regiment on Foot 1777 ( 1898);
- Early Colonial Organ builders of Pennsylvania (1898);
- Franklin as a Genealogist (1899);
- Continental Hospital Returns1777-1778 (1899);
- The State House in Philadelphia in 1774 (1909).
- The Moravian Church in Pennsylvania, 1742-1746;
- Biography of John Henry Miller, Printer of Philadelphia (1891);
- History of Use of Trombone in Church Music (1884);
- The Lehigh Ferry at Bethlehem (1897);
- Moravian Immigration of Pennsylvania 1734-1767 with lists and some account of transport vessels (1896);
- Friedensthal and its Stockaded Mill (1897);
- A Red Rose From the Olden Time, or A Ramble Through the Annals of the Red Rose Inn and the Barony of Nazareth in the Days of the Provence 1752-71 (1883).[4]

John Woolf Jordan fue: 
- Bibliotecario de la Historical Society of Pennsylvania
- Editor de la Pennsylvania Magazine of History and Biography (entre 1887 y 1921)
- Fundador y Presidente de la Pennsylvania Federation of Historical Societies
- Vicepresidente de la Colonial Society of Pennsylvania
- Secretario de la Pennsylvania Society of the Sons of the Revolution
- Secretario de la Valley Forge Park Commission
- Miembro de la Commission for the Preservation of Public Records of Pennsylvania
- Miembro de la Baronial Order of Runnymede[2]